# آزمایش‌های محروم‌سازی زبانی
در طول تاریخ چندین بار آزمایش‌های محروم‌سازی زبانی انجام شده است. این آزمایش‌ها با جدا کردن نوزادان و محروم‌سازی آنها از دسترسی به زبان طبیعی گفتاری یا اشاره و در تلاش برای کشف ویژگیهای اساسی طبیعت انسان یا منشاء زبان انجام شده‌اند.
پژوهشگر ادبی آمریکایی راجر شاتوک به‌علت آنکه این نوع پژوهش مستلزم محرومیت از تماس داشتن معمولی با انسان‌هاست، این نوع پژوهش را «آزمایش ممنوع» نامیده است. آزمایش‌های مشابهی(ذیل عنوان «گودال ناامیدی»)، به دلایلی به‌غیراز مطالعهٔ زبان، بر روی نخستی‌سانان غیرانسانی با محروم‌سازی کامل آنها از اجتماع انجام شده است که منجر به جنون شده است.

## در تاریخ
سوابق باستانی نشان می‌دهد که این نوع آزمایش در زمان‌های مختلفی انجام شده است. یکی از اولین موارد ثبت‌شده از این دست را می‌توان در تاریخ هرودوت یافت. به‌گفتهٔ هرودوت، پسامتیک اول، فرعون مصر چنین آزمایشی را انجام داده است و به این نتیجه رسیده است که نژاد فریگیه‌ای بر نژاد مصریان مقدم است زیرا کودکِ مورد آزمایش قرارگرفته، برای اولین بار چیزی شبیه به کلمهٔ bekos در زبان فریگیه‌ای به معنای «نان» گفته است. هرچند ممکن است که او تعبیر دلخواه خود را از غان‌وغون کودک گفته باشد.
گفته می‌شود که فریدریش دوم،امپراتور مقدس روم در قرن سیزدهم میلادی کودکانی را بدون تعاملات انسانی بزرگ کرد تا بعد از بلوغ زبان طبیعی آنها را کشف کند. گفته می‌شود که او با این آزمایش، در پی یافتن زبانی بوده است که خدا به آدم و حوا داده است.
این آزمایش توسط راهبی به نام سالیمبنه دی آدم در خاطراتش ذکر شده است. او می‌نویسد که « نامادری‌ها و پرستارانی برای تغذیه و استحمام کودکان وجود داشت اما در هیچ صورتی اجازهٔ صحبت کردن کودکانه یا عادی را با آنها نداشتند تا او دریابد که آیا آنها به زبان عبری (که در نظر او اولین زبان بود)، یونانی، لاتین یا عربی و یا حتی تصادفاً به زبان پدر و مادر خود تکلم می‌کنند یا نه. اما تلاش او بیهوده بود زیرا کودکان نمی‌توانستند بدون تشویق و ایما و اشاره و ابراز خوشحالی در چهره و برخورداری از نوازش زنده بمانند.»
گفته می‌شود که، چندین قرن پس از آزمایش فردریک دوم، جیمز چهارم اسکاتلند دو کودک را به جزیرهٔ اینیس‌چیث نزد زنی لال می‌فرستد تا دریابد که زبان ذاتی است یا آموختنی. گزارش شده است که کودکان به‌خوبی عبری صحبت می‌کردند اما مورخان به محض شنیدن ادعا در صحت آنها تشکیک کردند.
این آزمایش بعدها توسط امپراتور مغول اکبر که معتقد بود گفتار ناشی از شنیدار است، و اگر کودکان بدون شنیدن گفتار انسان بزرگ شوند، لال خواهند شد؛ تکرار شد.

## همچنین نگاه کنید
- کودک وحش
- فرضیهٔ دوره بحرانی